# Accor
Accor és un grup francès present a l'hoteleria, els viatges, la restauració i la gestió de casinos. El 2006, Accor tenia 4.000 hotels, 157.000 empleats i era el primer grup hoteler europeu.

## Marques controlades per Accor
Accor controla les següents marques:
A l'hoteleria:
- Sofitel: hotels 5 estreles
- Novotel
- Mercure: hotels 4 estreles
- Suitehotel
- Ibis: hotels 3 estreles
- Etap Hotel
- Formule 1: hotels 1 estrela
- Atria
- Coralia
- Motel6 i Studio6
- RedRoofInn
- Dorint

En altres serveis:
- Carlson Wagonlit Travel
- Frantour
- Go Voyages
- Lenôtre
- Compagnie des wagons-lits
- Accor casinos

Els hotels Accor tenen el costum de bloquejar els nombres públics o gratuïts d'accés a Internet, obligant així als clients a comprar un accés WiFi.
Yachts:
- Orient Express Silevseas[3]

## Dades Financeres
| Anys                       | 2002  | 2003  | 2004  | 2005 |
| -------------------------- | ----- | ----- | ----- | ---- |
| Ingressos                  | 7 140 | 6 830 | 7 120 | eNC  |
| Excedent brut d'explotació | 1 936 | 1 729 | 1 859 | eNC  |
| Resultat net del grup      | 430   | 270   | 239   | eNC  |
| Capitals propis            | 4 280 | 3 750 | 3 815 | eNC  |
| Pèrdues financeres         | 3 100 | 2 450 | 1 780 | eNC  |

## Dades bursàtils
- Accions a la borsa de París
- Membre de l'índex CAC 40
- Pes a l'índex CAC 40:
- Codi valor ISIN = FR0000120404
- Valor nominal = euro
- Principals accionistes:
  - Société Générale 5%

| Anys                                         | 2004    | 2005    | 2006 |
| -------------------------------------------- | ------- | ------- | ---- |
| Nombre d'accions (en milions)                | 199,26  | 206,64  | 00   |
| Capitalització bursàtil (en milions d'euros) | 6 460   | 6 672   | 00   |
| Nombre de transaccions quotidianes           | 220 000 | 222 000 | 00   |